# Djebel Semmama
Le djebel Semmama (arabe : جبل سمامة) est une montagne (djebel) de Tunisie culminant à 1 314 m d'altitude.